# Epinephelus retouti
Epinephelus retouti är en fiskart som beskrevs av Bleeker, 1868. Epinephelus retouti ingår i släktet Epinephelus och familjen havsabborrfiskar. IUCN kategoriserar arten globalt som otillräckligt studerad. Inga underarter finns listade i Catalogue of Life.